# Wilhelm Büsing
Wilhelm Büsing (Jade, 2 de marzo de 1921-ibídem, 25 de junio de 2023) fue un jinete alemán que compitió en los Juegos Olímpicos de Helsinki 1952, donde ganó una medalla de plata en competición por equipos y una medalla de bronce en la prueba individual. También ganó una medalla de plata en competición por equipos en el Campeonato Europeo de 1954. Veterinario de profesión, también estuvo presente en los Juegos Olímpicos de 1956, 1960 y 1964 como coach y entrenador. Además de su práctica veterinaria, también trabajó como criador de caballos.

## Biografía
Büsing nació el 2 de marzo de 1921 en Jade, Alemania. Era hijo de un exitoso jinete y comerciante de caballos y adquirió experiencia en el manejo de caballos a una edad temprana. Comenzó a participar en competiciones ecuestres y en 1937 hizo su primera aparición en un evento internacional. Se convirtió en uno de los ecuestres más exitosos de su país y luego fue seleccionado para competir en los Juegos Olímpicos de Verano de 1952 en Helsinki, Finlandia. Fue uno de los primeros alemanes seleccionados para los Juegos Olímpicos después del régimen nazi y fue elegido por el Comité Olímpico de Alemania Occidental para representar al país en hípica, montando el caballo hannoveriano capón, Hubertus.
Büsing ganó la medalla de bronce en la prueba individual con −55,50 puntos, detrás de Guy Lefrant (−54,50) y Hans von Blixen-Finecke Jr. (−28,33). También compitió con el equipo de Alemania Occidental (Klaus Wagner, Otto Rothe) en la competición por equipos y les ayudó a ganar la medalla de plata con -235,49 puntos, sólo detrás del equipo sueco que tenía -221,94; Estados Unidos ocupó el tercer lugar con −587,16.
Cuando Büsing regresó a Alemania Occidental, se celebró una gran celebración por sus logros. Más tarde recordó: «Se desató un infierno en Oldemburgo. Los niños no tenían escuela. Había una gran multitud». Lo llevaron a su ciudad natal, Jade, en un carruaje de cuatro caballos y la gente se alineó en las calles para celebrar sus logros. Dos años más tarde, Büsing formó parte del equipo alemán que ganó la medalla de plata en el Campeonato Europeo de Concurso Completo. Poco después se retiró de la competición ecuestre.
En 1945 Büsing se doctoró con una tesis sobre la cría de caballos de Oldenburg. También se convirtió en veterinario y trabajó como criador de caballos. Tras su retirada de la competición, se desempeñó como árbitro en torneos internacionales y como veterinario, jefe de misión y entrenador de los equipos ecuestres alemanes en los Juegos Olímpicos de verano de 1956, 1960 y 1964, así como en el Campeonato de Europa de 1966.
Büsing se casó en 1959 con su esposa Dorle, 18 años menor que él, y tuvo dos hijos con ella. En 2000 recibió una medalla de oro de la Cámara de Agricultura de Weser-Ems y en 2011, cuando cumplió 90 años, la Asociación de Criadores de Oldenburg le entregó la Insignia de Honor de Oro Cumplió 100 años en 2021 y murió en Jade el 25 de junio de 2023, a los 102 años. En el momento de su muerte, era uno de los atletas olímpicos vivos de mayor edad, el medallista olímpico alemán más longevo y el medallista masculino superviviente de mayor edad de los Juegos Olímpicos de 1952.

## Palmarés internacional
| Representando a Alemania |                      |                   |             |
| Juegos Olímpicos         |                      |                   |             |
| Año                      | Lugar                | Medalla           | Categoría   |
| 1952                     | Helsinki (Finlandia) | Medalla de plata  | Por equipos |
| 1952                     | Helsinki (Finlandia) | Medalla de bronce | Individual  |
| Representando a la RFA   |                      |                   |             |
| Campeonato Europeo       |                      |                   |             |
| Año                      | Lugar                | Medalla           | Categoría   |
| 1954                     | Basilea (Suiza)      | Medalla de plata  | Por equipos |